# Münchenwiler
Münchenwiler (toponimo tedesco; in francese Villars-les-Moines) è un comune svizzero di 514 abitanti del Canton Berna, nella regione di Berna-Altipiano svizzero (circondario di Berna-Altipiano svizzero).

## Geografia fisica
Münchenwiler è un'exclave del Canton Berna nel Canton Friburgo.

## Monumenti e luoghi d'interesse

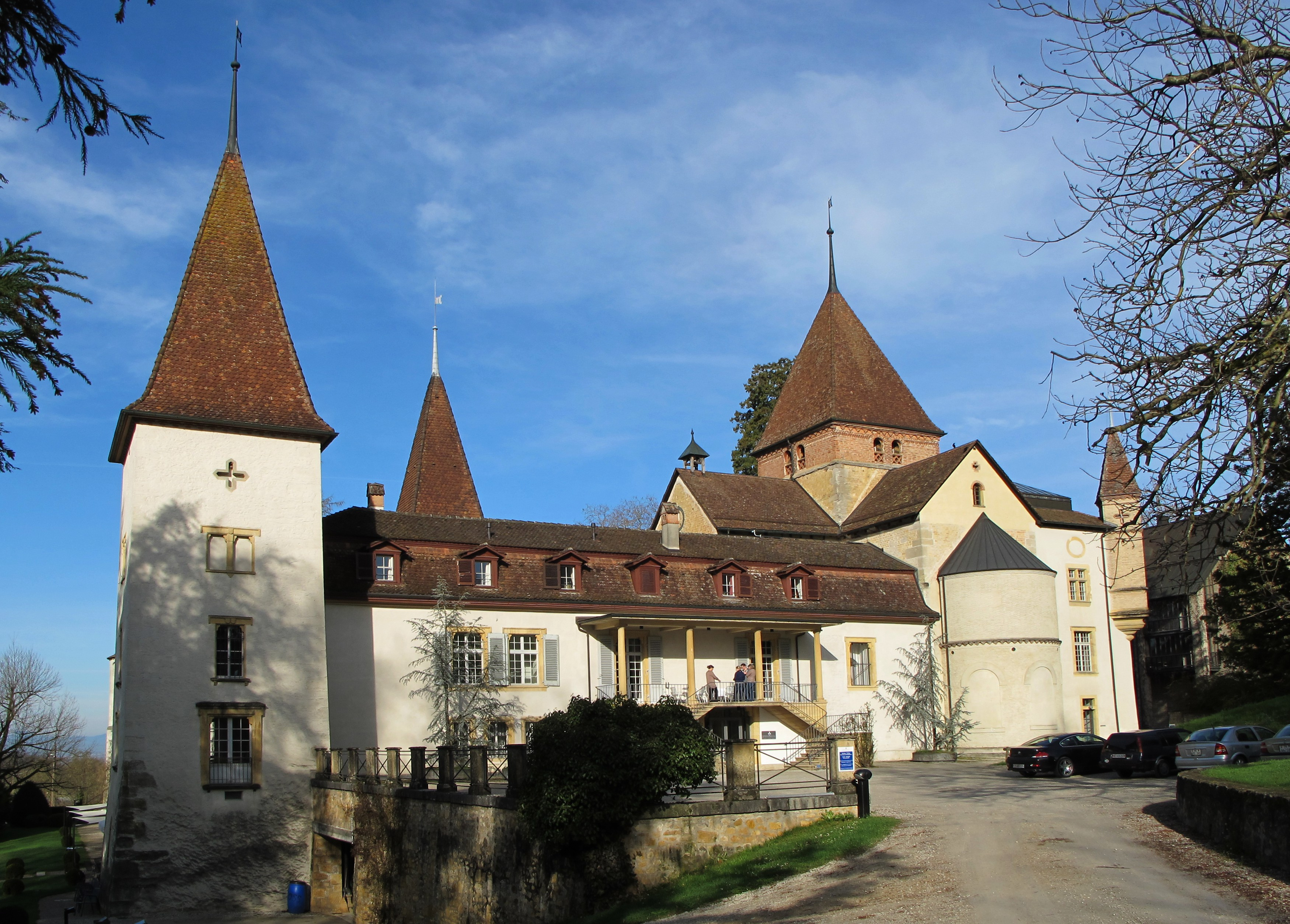
Il castello di Münchenwiler

- Castello di Münchenwiler, ex priorato trasformato in castello nel 1535-1557[1].

## Società

### Evoluzione demografica
L'evoluzione demografica è riportata nella seguente tabella:
Abitanti censiti

## Infrastrutture e trasporti
Münchenwiler è servito dalla stazione di Münchenwiler-Courgevaux sulla ferrovia Friburgo-Morat-Ins.

## Amministrazione
Ogni famiglia originaria del luogo fa parte del cosiddetto comune patriziale e ha la responsabilità della manutenzione di ogni bene ricadente all'interno dei confini del comune.